# Wills Hill
 (mars 2023).
Si vous disposez d'ouvrages ou d'articles de référence ou si vous connaissez des sites web de qualité traitant du thème abordé ici, merci de compléter l'article en donnant les références utiles à sa vérifiabilité et en les liant à la section « Notes et références ».
Pour les articles homonymes, voir Hill.
Wills Hill (30 mai 1718 – 7 octobre 1793), premier marquis de Downshire, connu sous le nom de vicomte de Hillsborough de 1742 à 1751 et comme comte de Hillsborough de 1751 à 1789, est un homme politique britannique de l'époque géorgienne.
Surtout connu en Amérique du Nord comme le comte de Hillsborough, il est Secrétaire d'État aux Colonies de 1768 à 1772, une période critique précédant la guerre d'indépendance américaine.

## Biographie
Né à Fairford dans le Gloucestershire, Wills Hill est le fils de Trevor Hill (1er vicomte Hillsborough), et de Marie, fille d'Anthony Rowe.
Hill, connu a posteriori comme Downshire, est élu au Parlement pour Warwick en 1741, un siège qu'il occupe jusqu'en 1756. Il succède à son père comme deuxième vicomte de Hillsborough en 1742 (puisqu'il s'agissait d'une pairie d'Irlande, il est en mesure de continuer à siéger dans la Chambre des communes britannique). Il est la même année nommé Lord Lieutenant du comté de Down et Rotulorum Custos du comté de Down.